# Lichtensteinia trifida
Lichtensteinia trifida är en flockblommig växtart som beskrevs av Adelbert von Chamisso och Diederich Franz Leonhard von Schlechtendal. Lichtensteinia trifida ingår i släktet Lichtensteinia och familjen flockblommiga växter.

## Underarter
Arten delas in i följande underarter:
- L. t. palmata
- L. t. pinnatifida